# Santa Cruz (Coimbra)
Santa Cruz é uma parte da cidade e antiga freguesia portuguesa do município de Coimbra, com 5,56 km² de área e 5 699 habitantes (2011). Densidade: 1 025 hab./km².
Foi uma freguesia extinta em 2013, no âmbito de uma reforma administrativa nacional, tendo sido agregada às freguesias de Sé Nova, Almedina e São Bartolomeu, para formar uma nova freguesia denominada União das Freguesias de Coimbra (Sé Nova, Santa Cruz, Almedina e São Bartolomeu).

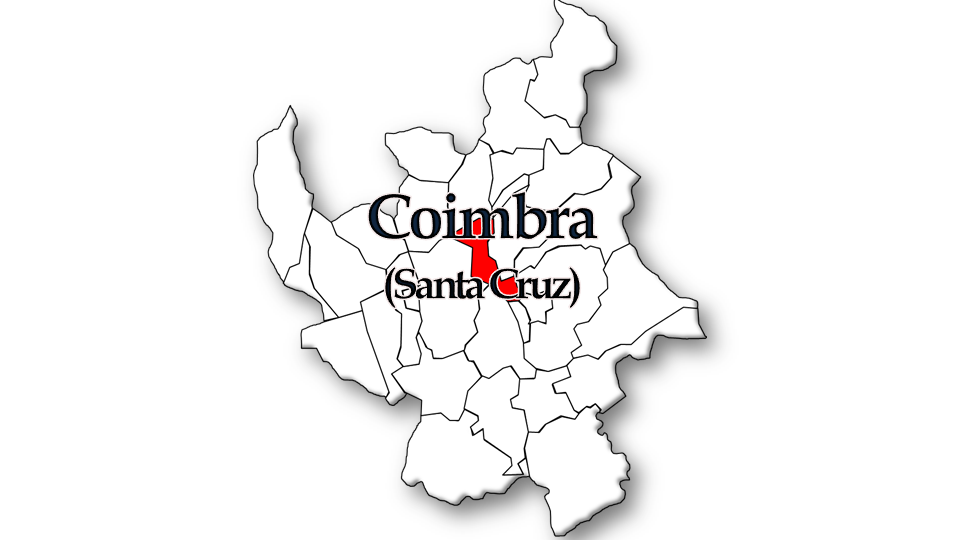
Localização no Município de Coimbra

## População

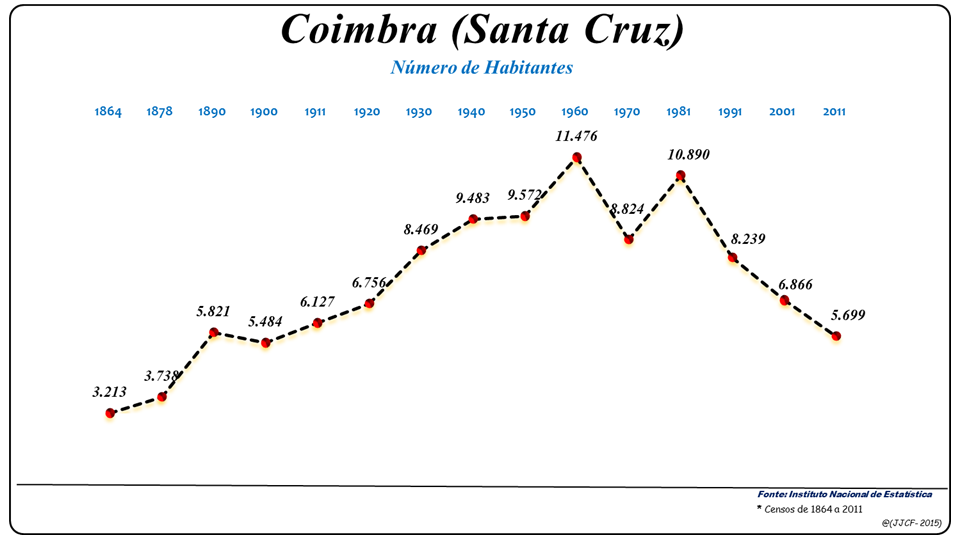
Evolução da População (1864 / 2011)

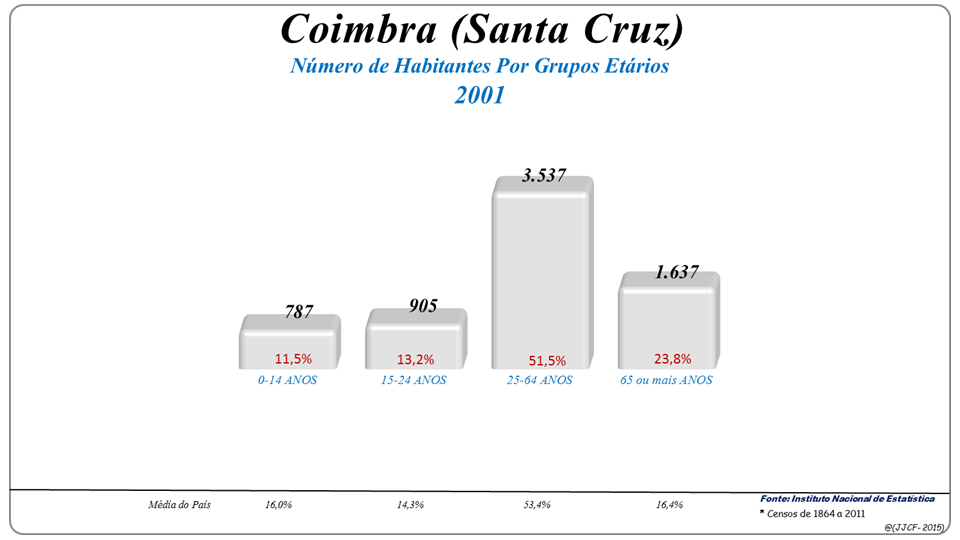
Grupos Etários (2001 e 2011)

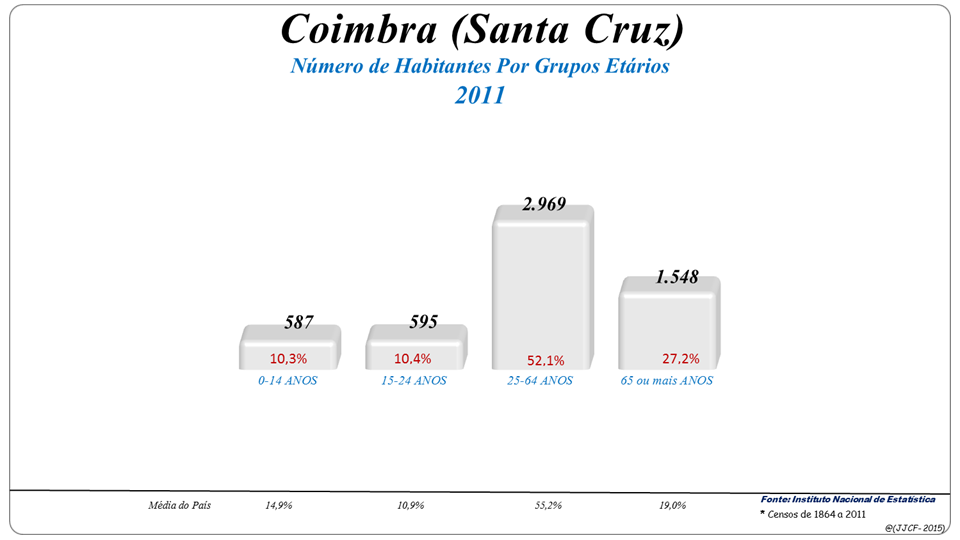
Grupos Etários (2001 e 2011)

| População da freguesia de Coimbra (Santa Cruz) | População da freguesia de Coimbra (Santa Cruz) | População da freguesia de Coimbra (Santa Cruz) | População da freguesia de Coimbra (Santa Cruz) | População da freguesia de Coimbra (Santa Cruz) | População da freguesia de Coimbra (Santa Cruz) | População da freguesia de Coimbra (Santa Cruz) | População da freguesia de Coimbra (Santa Cruz) | População da freguesia de Coimbra (Santa Cruz) | População da freguesia de Coimbra (Santa Cruz) | População da freguesia de Coimbra (Santa Cruz) | População da freguesia de Coimbra (Santa Cruz) | População da freguesia de Coimbra (Santa Cruz) | População da freguesia de Coimbra (Santa Cruz) | População da freguesia de Coimbra (Santa Cruz) |
| ---------------------------------------------- | ---------------------------------------------- | ---------------------------------------------- | ---------------------------------------------- | ---------------------------------------------- | ---------------------------------------------- | ---------------------------------------------- | ---------------------------------------------- | ---------------------------------------------- | ---------------------------------------------- | ---------------------------------------------- | ---------------------------------------------- | ---------------------------------------------- | ---------------------------------------------- | ---------------------------------------------- |
| 1864                                           | 1878                                           | 1890                                           | 1900                                           | 1911                                           | 1920                                           | 1930                                           | 1940                                           | 1950                                           | 1960                                           | 1970                                           | 1981                                           | 1991                                           | 2001                                           | 2011                                           |
| 3 213                                          | 3 738                                          | 5 821                                          | 5 484                                          | 6 127                                          | 6 756                                          | 8 469                                          | 9 483                                          | 9 572                                          | 11 476                                         | 8 824                                          | 10 890                                         | 8 239                                          | 6 866                                          | 5 699                                          |

## Património
- Igreja de São Domingos (Coimbra)
- Igreja de São João das Donas ou Igreja de São João de Santa Cruz ou Café Santa Cruz
- Mosteiro de Santa Cruz ou Mosteiro de Santa Cruz de Coimbra
 e túmulos de D. Afonso Henriques e de D. Sancho I
- Igreja da Graça ou Igreja de Nossa Senhora da Graça ou Colégio da Graça
- Claustro da Manga ou Jardim da Manga
- Rua da Sofia
- Câmara Municipal de Coimbra
- Igreja do Carmo (Coimbra)

## Lugares
- Baixa
- Arnado
- Casa do Sal
- Conchada
- Santa Justa
- Pedrulha
- Montes Claros
- Coselhas
- Loreto
- Choupal
- Estação Velha
- Campos do Bolão